# القنتوب (حالمين)

تعديل مصدري - تعديل

القنتوب هي إحدى قرى عزلة حبيل الريدة بمديرية حالمين التابعة لمحافظة لحج، بلغ تعداد سكانها 94 نسمة حسب تعداد اليمن لعام 2004.